# Karl Ludwig von Littrow

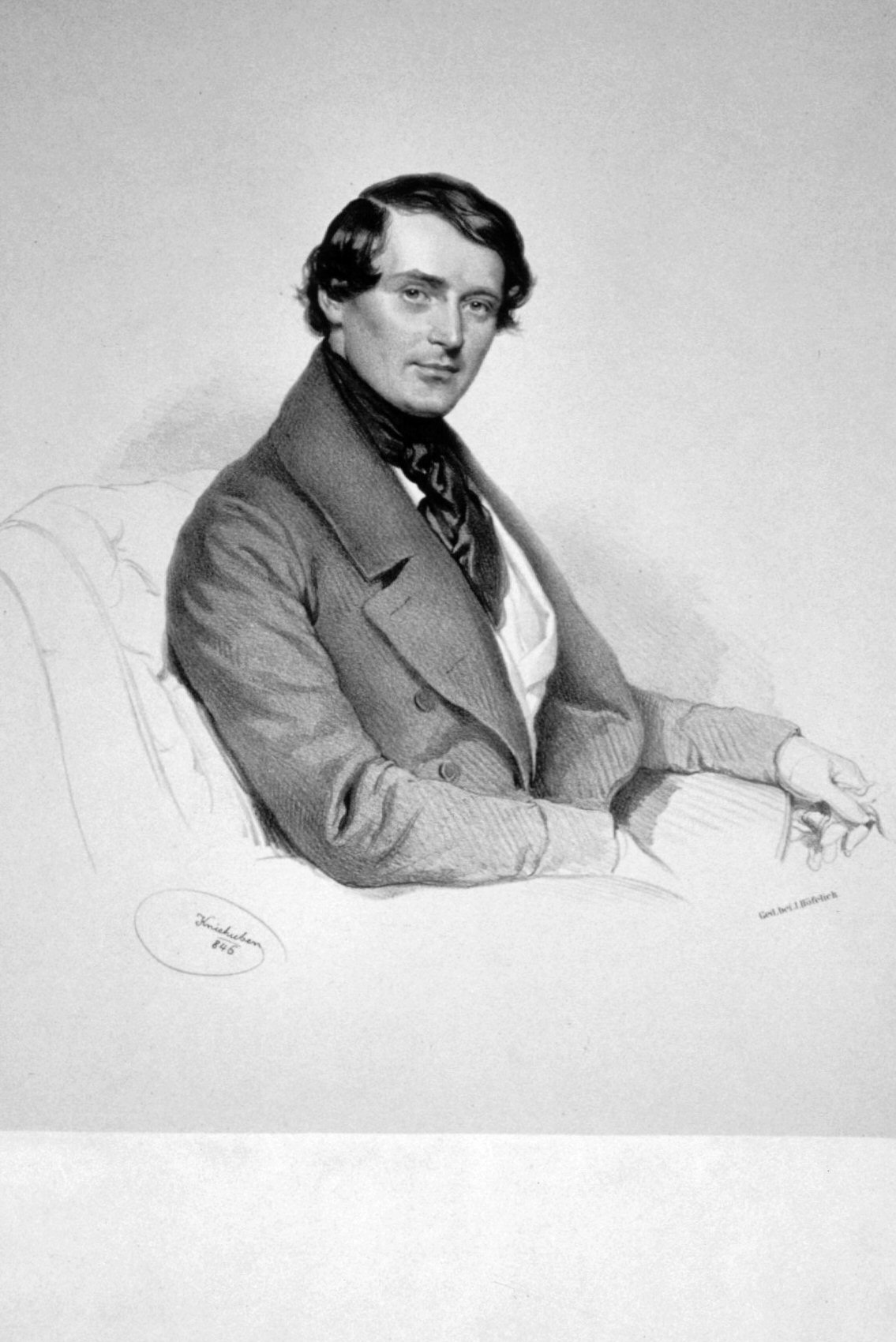
Karl Ludwig Littrow, em 1846

Karl Ludwig Edler von Littrow (18 de julho de 1811 – 16 de novembro de 1877) foi um astrônomo austríaco.
Nascido em Cazã, Império Russo, filho de Joseph Johann von Littrow. Ele sucedeu seu pai como diretor do Observatório de Viena. Ele era o marido de Auguste von Littrow.
Ele morreu em Veneza, Itália.

## Publicações
- Beitrag zu einer Monographie des Halleyschen Cometen, (1834);
- Verzeichnis geographischer Ortsbestimmungen, (1844);
- Physische Zusammenkünfte der Planeten, (1859).